# تیخو فان میر
تیخو فان میر (انگلیسی: Tycho van Meer؛ زادهٔ ۳۰ سپتامبر ۱۹۷۴) بازیکن هاکی روی چمن اهل هلند بود.